# Klintagölen
Klintagölen är en sjö i Eksjö kommun i Småland och ingår i Emåns huvudavrinningsområde.

## Fisk
Vid provfiske har följande fisk fångats i sjön:
- Abborre
- Braxen
- Gädda
- Mört
- Sarv